# Claude Goumondy
Claude Goumondy (Belmont, 19 luglio 1941) è un compositore di scacchi francese.
Dal 1965 ha composto oltre 2000 problemi, tra cui ca. 900 in tre mosse, ca. 150 in quattro o più mosse e la rimanenza aiutomatti. Ha ottenuto 290 premiazioni, tra cui 60 primi premi.
Nel 1984 ottenne il titolo FIDE di Grande Maestro della composizione.
Dal 1977 al 1982 è stato editore per i due e tre mosse della rivista francese Diagrammes. Autore di diversi articoli sulla composizione scacchistica. Ha svolto la professione di  ingegnere chimico.
|   | a | b | c | d | e | f | g | h |   |
| 8 | b8 donna del bianco · c7 cavallo del bianco · f7 pedone del nero · c6 pedone del nero · d6 donna del nero · e5 torre del nero · f5 cavallo del nero · h5 torre del bianco · e4 pedone del nero · f4 re del nero · a3 pedone del nero · c3 alfiere del bianco · d3 pedone del bianco · h3 alfiere del bianco · a2 re del bianco · e2 torre del bianco · g2 pedone del bianco · h2 pedone del bianco · c1 alfiere del nero · h1 cavallo del bianco | b8 donna del bianco · c7 cavallo del bianco · f7 pedone del nero · c6 pedone del nero · d6 donna del nero · e5 torre del nero · f5 cavallo del nero · h5 torre del bianco · e4 pedone del nero · f4 re del nero · a3 pedone del nero · c3 alfiere del bianco · d3 pedone del bianco · h3 alfiere del bianco · a2 re del bianco · e2 torre del bianco · g2 pedone del bianco · h2 pedone del bianco · c1 alfiere del nero · h1 cavallo del bianco | b8 donna del bianco · c7 cavallo del bianco · f7 pedone del nero · c6 pedone del nero · d6 donna del nero · e5 torre del nero · f5 cavallo del nero · h5 torre del bianco · e4 pedone del nero · f4 re del nero · a3 pedone del nero · c3 alfiere del bianco · d3 pedone del bianco · h3 alfiere del bianco · a2 re del bianco · e2 torre del bianco · g2 pedone del bianco · h2 pedone del bianco · c1 alfiere del nero · h1 cavallo del bianco | b8 donna del bianco · c7 cavallo del bianco · f7 pedone del nero · c6 pedone del nero · d6 donna del nero · e5 torre del nero · f5 cavallo del nero · h5 torre del bianco · e4 pedone del nero · f4 re del nero · a3 pedone del nero · c3 alfiere del bianco · d3 pedone del bianco · h3 alfiere del bianco · a2 re del bianco · e2 torre del bianco · g2 pedone del bianco · h2 pedone del bianco · c1 alfiere del nero · h1 cavallo del bianco | b8 donna del bianco · c7 cavallo del bianco · f7 pedone del nero · c6 pedone del nero · d6 donna del nero · e5 torre del nero · f5 cavallo del nero · h5 torre del bianco · e4 pedone del nero · f4 re del nero · a3 pedone del nero · c3 alfiere del bianco · d3 pedone del bianco · h3 alfiere del bianco · a2 re del bianco · e2 torre del bianco · g2 pedone del bianco · h2 pedone del bianco · c1 alfiere del nero · h1 cavallo del bianco | b8 donna del bianco · c7 cavallo del bianco · f7 pedone del nero · c6 pedone del nero · d6 donna del nero · e5 torre del nero · f5 cavallo del nero · h5 torre del bianco · e4 pedone del nero · f4 re del nero · a3 pedone del nero · c3 alfiere del bianco · d3 pedone del bianco · h3 alfiere del bianco · a2 re del bianco · e2 torre del bianco · g2 pedone del bianco · h2 pedone del bianco · c1 alfiere del nero · h1 cavallo del bianco | b8 donna del bianco · c7 cavallo del bianco · f7 pedone del nero · c6 pedone del nero · d6 donna del nero · e5 torre del nero · f5 cavallo del nero · h5 torre del bianco · e4 pedone del nero · f4 re del nero · a3 pedone del nero · c3 alfiere del bianco · d3 pedone del bianco · h3 alfiere del bianco · a2 re del bianco · e2 torre del bianco · g2 pedone del bianco · h2 pedone del bianco · c1 alfiere del nero · h1 cavallo del bianco | b8 donna del bianco · c7 cavallo del bianco · f7 pedone del nero · c6 pedone del nero · d6 donna del nero · e5 torre del nero · f5 cavallo del nero · h5 torre del bianco · e4 pedone del nero · f4 re del nero · a3 pedone del nero · c3 alfiere del bianco · d3 pedone del bianco · h3 alfiere del bianco · a2 re del bianco · e2 torre del bianco · g2 pedone del bianco · h2 pedone del bianco · c1 alfiere del nero · h1 cavallo del bianco | 8 |
| 7 | b8 donna del bianco · c7 cavallo del bianco · f7 pedone del nero · c6 pedone del nero · d6 donna del nero · e5 torre del nero · f5 cavallo del nero · h5 torre del bianco · e4 pedone del nero · f4 re del nero · a3 pedone del nero · c3 alfiere del bianco · d3 pedone del bianco · h3 alfiere del bianco · a2 re del bianco · e2 torre del bianco · g2 pedone del bianco · h2 pedone del bianco · c1 alfiere del nero · h1 cavallo del bianco | b8 donna del bianco · c7 cavallo del bianco · f7 pedone del nero · c6 pedone del nero · d6 donna del nero · e5 torre del nero · f5 cavallo del nero · h5 torre del bianco · e4 pedone del nero · f4 re del nero · a3 pedone del nero · c3 alfiere del bianco · d3 pedone del bianco · h3 alfiere del bianco · a2 re del bianco · e2 torre del bianco · g2 pedone del bianco · h2 pedone del bianco · c1 alfiere del nero · h1 cavallo del bianco | b8 donna del bianco · c7 cavallo del bianco · f7 pedone del nero · c6 pedone del nero · d6 donna del nero · e5 torre del nero · f5 cavallo del nero · h5 torre del bianco · e4 pedone del nero · f4 re del nero · a3 pedone del nero · c3 alfiere del bianco · d3 pedone del bianco · h3 alfiere del bianco · a2 re del bianco · e2 torre del bianco · g2 pedone del bianco · h2 pedone del bianco · c1 alfiere del nero · h1 cavallo del bianco | b8 donna del bianco · c7 cavallo del bianco · f7 pedone del nero · c6 pedone del nero · d6 donna del nero · e5 torre del nero · f5 cavallo del nero · h5 torre del bianco · e4 pedone del nero · f4 re del nero · a3 pedone del nero · c3 alfiere del bianco · d3 pedone del bianco · h3 alfiere del bianco · a2 re del bianco · e2 torre del bianco · g2 pedone del bianco · h2 pedone del bianco · c1 alfiere del nero · h1 cavallo del bianco | b8 donna del bianco · c7 cavallo del bianco · f7 pedone del nero · c6 pedone del nero · d6 donna del nero · e5 torre del nero · f5 cavallo del nero · h5 torre del bianco · e4 pedone del nero · f4 re del nero · a3 pedone del nero · c3 alfiere del bianco · d3 pedone del bianco · h3 alfiere del bianco · a2 re del bianco · e2 torre del bianco · g2 pedone del bianco · h2 pedone del bianco · c1 alfiere del nero · h1 cavallo del bianco | b8 donna del bianco · c7 cavallo del bianco · f7 pedone del nero · c6 pedone del nero · d6 donna del nero · e5 torre del nero · f5 cavallo del nero · h5 torre del bianco · e4 pedone del nero · f4 re del nero · a3 pedone del nero · c3 alfiere del bianco · d3 pedone del bianco · h3 alfiere del bianco · a2 re del bianco · e2 torre del bianco · g2 pedone del bianco · h2 pedone del bianco · c1 alfiere del nero · h1 cavallo del bianco | b8 donna del bianco · c7 cavallo del bianco · f7 pedone del nero · c6 pedone del nero · d6 donna del nero · e5 torre del nero · f5 cavallo del nero · h5 torre del bianco · e4 pedone del nero · f4 re del nero · a3 pedone del nero · c3 alfiere del bianco · d3 pedone del bianco · h3 alfiere del bianco · a2 re del bianco · e2 torre del bianco · g2 pedone del bianco · h2 pedone del bianco · c1 alfiere del nero · h1 cavallo del bianco | b8 donna del bianco · c7 cavallo del bianco · f7 pedone del nero · c6 pedone del nero · d6 donna del nero · e5 torre del nero · f5 cavallo del nero · h5 torre del bianco · e4 pedone del nero · f4 re del nero · a3 pedone del nero · c3 alfiere del bianco · d3 pedone del bianco · h3 alfiere del bianco · a2 re del bianco · e2 torre del bianco · g2 pedone del bianco · h2 pedone del bianco · c1 alfiere del nero · h1 cavallo del bianco | 7 |
| 6 | b8 donna del bianco · c7 cavallo del bianco · f7 pedone del nero · c6 pedone del nero · d6 donna del nero · e5 torre del nero · f5 cavallo del nero · h5 torre del bianco · e4 pedone del nero · f4 re del nero · a3 pedone del nero · c3 alfiere del bianco · d3 pedone del bianco · h3 alfiere del bianco · a2 re del bianco · e2 torre del bianco · g2 pedone del bianco · h2 pedone del bianco · c1 alfiere del nero · h1 cavallo del bianco | b8 donna del bianco · c7 cavallo del bianco · f7 pedone del nero · c6 pedone del nero · d6 donna del nero · e5 torre del nero · f5 cavallo del nero · h5 torre del bianco · e4 pedone del nero · f4 re del nero · a3 pedone del nero · c3 alfiere del bianco · d3 pedone del bianco · h3 alfiere del bianco · a2 re del bianco · e2 torre del bianco · g2 pedone del bianco · h2 pedone del bianco · c1 alfiere del nero · h1 cavallo del bianco | b8 donna del bianco · c7 cavallo del bianco · f7 pedone del nero · c6 pedone del nero · d6 donna del nero · e5 torre del nero · f5 cavallo del nero · h5 torre del bianco · e4 pedone del nero · f4 re del nero · a3 pedone del nero · c3 alfiere del bianco · d3 pedone del bianco · h3 alfiere del bianco · a2 re del bianco · e2 torre del bianco · g2 pedone del bianco · h2 pedone del bianco · c1 alfiere del nero · h1 cavallo del bianco | b8 donna del bianco · c7 cavallo del bianco · f7 pedone del nero · c6 pedone del nero · d6 donna del nero · e5 torre del nero · f5 cavallo del nero · h5 torre del bianco · e4 pedone del nero · f4 re del nero · a3 pedone del nero · c3 alfiere del bianco · d3 pedone del bianco · h3 alfiere del bianco · a2 re del bianco · e2 torre del bianco · g2 pedone del bianco · h2 pedone del bianco · c1 alfiere del nero · h1 cavallo del bianco | b8 donna del bianco · c7 cavallo del bianco · f7 pedone del nero · c6 pedone del nero · d6 donna del nero · e5 torre del nero · f5 cavallo del nero · h5 torre del bianco · e4 pedone del nero · f4 re del nero · a3 pedone del nero · c3 alfiere del bianco · d3 pedone del bianco · h3 alfiere del bianco · a2 re del bianco · e2 torre del bianco · g2 pedone del bianco · h2 pedone del bianco · c1 alfiere del nero · h1 cavallo del bianco | b8 donna del bianco · c7 cavallo del bianco · f7 pedone del nero · c6 pedone del nero · d6 donna del nero · e5 torre del nero · f5 cavallo del nero · h5 torre del bianco · e4 pedone del nero · f4 re del nero · a3 pedone del nero · c3 alfiere del bianco · d3 pedone del bianco · h3 alfiere del bianco · a2 re del bianco · e2 torre del bianco · g2 pedone del bianco · h2 pedone del bianco · c1 alfiere del nero · h1 cavallo del bianco | b8 donna del bianco · c7 cavallo del bianco · f7 pedone del nero · c6 pedone del nero · d6 donna del nero · e5 torre del nero · f5 cavallo del nero · h5 torre del bianco · e4 pedone del nero · f4 re del nero · a3 pedone del nero · c3 alfiere del bianco · d3 pedone del bianco · h3 alfiere del bianco · a2 re del bianco · e2 torre del bianco · g2 pedone del bianco · h2 pedone del bianco · c1 alfiere del nero · h1 cavallo del bianco | b8 donna del bianco · c7 cavallo del bianco · f7 pedone del nero · c6 pedone del nero · d6 donna del nero · e5 torre del nero · f5 cavallo del nero · h5 torre del bianco · e4 pedone del nero · f4 re del nero · a3 pedone del nero · c3 alfiere del bianco · d3 pedone del bianco · h3 alfiere del bianco · a2 re del bianco · e2 torre del bianco · g2 pedone del bianco · h2 pedone del bianco · c1 alfiere del nero · h1 cavallo del bianco | 6 |
| 5 | b8 donna del bianco · c7 cavallo del bianco · f7 pedone del nero · c6 pedone del nero · d6 donna del nero · e5 torre del nero · f5 cavallo del nero · h5 torre del bianco · e4 pedone del nero · f4 re del nero · a3 pedone del nero · c3 alfiere del bianco · d3 pedone del bianco · h3 alfiere del bianco · a2 re del bianco · e2 torre del bianco · g2 pedone del bianco · h2 pedone del bianco · c1 alfiere del nero · h1 cavallo del bianco | b8 donna del bianco · c7 cavallo del bianco · f7 pedone del nero · c6 pedone del nero · d6 donna del nero · e5 torre del nero · f5 cavallo del nero · h5 torre del bianco · e4 pedone del nero · f4 re del nero · a3 pedone del nero · c3 alfiere del bianco · d3 pedone del bianco · h3 alfiere del bianco · a2 re del bianco · e2 torre del bianco · g2 pedone del bianco · h2 pedone del bianco · c1 alfiere del nero · h1 cavallo del bianco | b8 donna del bianco · c7 cavallo del bianco · f7 pedone del nero · c6 pedone del nero · d6 donna del nero · e5 torre del nero · f5 cavallo del nero · h5 torre del bianco · e4 pedone del nero · f4 re del nero · a3 pedone del nero · c3 alfiere del bianco · d3 pedone del bianco · h3 alfiere del bianco · a2 re del bianco · e2 torre del bianco · g2 pedone del bianco · h2 pedone del bianco · c1 alfiere del nero · h1 cavallo del bianco | b8 donna del bianco · c7 cavallo del bianco · f7 pedone del nero · c6 pedone del nero · d6 donna del nero · e5 torre del nero · f5 cavallo del nero · h5 torre del bianco · e4 pedone del nero · f4 re del nero · a3 pedone del nero · c3 alfiere del bianco · d3 pedone del bianco · h3 alfiere del bianco · a2 re del bianco · e2 torre del bianco · g2 pedone del bianco · h2 pedone del bianco · c1 alfiere del nero · h1 cavallo del bianco | b8 donna del bianco · c7 cavallo del bianco · f7 pedone del nero · c6 pedone del nero · d6 donna del nero · e5 torre del nero · f5 cavallo del nero · h5 torre del bianco · e4 pedone del nero · f4 re del nero · a3 pedone del nero · c3 alfiere del bianco · d3 pedone del bianco · h3 alfiere del bianco · a2 re del bianco · e2 torre del bianco · g2 pedone del bianco · h2 pedone del bianco · c1 alfiere del nero · h1 cavallo del bianco | b8 donna del bianco · c7 cavallo del bianco · f7 pedone del nero · c6 pedone del nero · d6 donna del nero · e5 torre del nero · f5 cavallo del nero · h5 torre del bianco · e4 pedone del nero · f4 re del nero · a3 pedone del nero · c3 alfiere del bianco · d3 pedone del bianco · h3 alfiere del bianco · a2 re del bianco · e2 torre del bianco · g2 pedone del bianco · h2 pedone del bianco · c1 alfiere del nero · h1 cavallo del bianco | b8 donna del bianco · c7 cavallo del bianco · f7 pedone del nero · c6 pedone del nero · d6 donna del nero · e5 torre del nero · f5 cavallo del nero · h5 torre del bianco · e4 pedone del nero · f4 re del nero · a3 pedone del nero · c3 alfiere del bianco · d3 pedone del bianco · h3 alfiere del bianco · a2 re del bianco · e2 torre del bianco · g2 pedone del bianco · h2 pedone del bianco · c1 alfiere del nero · h1 cavallo del bianco | b8 donna del bianco · c7 cavallo del bianco · f7 pedone del nero · c6 pedone del nero · d6 donna del nero · e5 torre del nero · f5 cavallo del nero · h5 torre del bianco · e4 pedone del nero · f4 re del nero · a3 pedone del nero · c3 alfiere del bianco · d3 pedone del bianco · h3 alfiere del bianco · a2 re del bianco · e2 torre del bianco · g2 pedone del bianco · h2 pedone del bianco · c1 alfiere del nero · h1 cavallo del bianco | 5 |
| 4 | b8 donna del bianco · c7 cavallo del bianco · f7 pedone del nero · c6 pedone del nero · d6 donna del nero · e5 torre del nero · f5 cavallo del nero · h5 torre del bianco · e4 pedone del nero · f4 re del nero · a3 pedone del nero · c3 alfiere del bianco · d3 pedone del bianco · h3 alfiere del bianco · a2 re del bianco · e2 torre del bianco · g2 pedone del bianco · h2 pedone del bianco · c1 alfiere del nero · h1 cavallo del bianco | b8 donna del bianco · c7 cavallo del bianco · f7 pedone del nero · c6 pedone del nero · d6 donna del nero · e5 torre del nero · f5 cavallo del nero · h5 torre del bianco · e4 pedone del nero · f4 re del nero · a3 pedone del nero · c3 alfiere del bianco · d3 pedone del bianco · h3 alfiere del bianco · a2 re del bianco · e2 torre del bianco · g2 pedone del bianco · h2 pedone del bianco · c1 alfiere del nero · h1 cavallo del bianco | b8 donna del bianco · c7 cavallo del bianco · f7 pedone del nero · c6 pedone del nero · d6 donna del nero · e5 torre del nero · f5 cavallo del nero · h5 torre del bianco · e4 pedone del nero · f4 re del nero · a3 pedone del nero · c3 alfiere del bianco · d3 pedone del bianco · h3 alfiere del bianco · a2 re del bianco · e2 torre del bianco · g2 pedone del bianco · h2 pedone del bianco · c1 alfiere del nero · h1 cavallo del bianco | b8 donna del bianco · c7 cavallo del bianco · f7 pedone del nero · c6 pedone del nero · d6 donna del nero · e5 torre del nero · f5 cavallo del nero · h5 torre del bianco · e4 pedone del nero · f4 re del nero · a3 pedone del nero · c3 alfiere del bianco · d3 pedone del bianco · h3 alfiere del bianco · a2 re del bianco · e2 torre del bianco · g2 pedone del bianco · h2 pedone del bianco · c1 alfiere del nero · h1 cavallo del bianco | b8 donna del bianco · c7 cavallo del bianco · f7 pedone del nero · c6 pedone del nero · d6 donna del nero · e5 torre del nero · f5 cavallo del nero · h5 torre del bianco · e4 pedone del nero · f4 re del nero · a3 pedone del nero · c3 alfiere del bianco · d3 pedone del bianco · h3 alfiere del bianco · a2 re del bianco · e2 torre del bianco · g2 pedone del bianco · h2 pedone del bianco · c1 alfiere del nero · h1 cavallo del bianco | b8 donna del bianco · c7 cavallo del bianco · f7 pedone del nero · c6 pedone del nero · d6 donna del nero · e5 torre del nero · f5 cavallo del nero · h5 torre del bianco · e4 pedone del nero · f4 re del nero · a3 pedone del nero · c3 alfiere del bianco · d3 pedone del bianco · h3 alfiere del bianco · a2 re del bianco · e2 torre del bianco · g2 pedone del bianco · h2 pedone del bianco · c1 alfiere del nero · h1 cavallo del bianco | b8 donna del bianco · c7 cavallo del bianco · f7 pedone del nero · c6 pedone del nero · d6 donna del nero · e5 torre del nero · f5 cavallo del nero · h5 torre del bianco · e4 pedone del nero · f4 re del nero · a3 pedone del nero · c3 alfiere del bianco · d3 pedone del bianco · h3 alfiere del bianco · a2 re del bianco · e2 torre del bianco · g2 pedone del bianco · h2 pedone del bianco · c1 alfiere del nero · h1 cavallo del bianco | b8 donna del bianco · c7 cavallo del bianco · f7 pedone del nero · c6 pedone del nero · d6 donna del nero · e5 torre del nero · f5 cavallo del nero · h5 torre del bianco · e4 pedone del nero · f4 re del nero · a3 pedone del nero · c3 alfiere del bianco · d3 pedone del bianco · h3 alfiere del bianco · a2 re del bianco · e2 torre del bianco · g2 pedone del bianco · h2 pedone del bianco · c1 alfiere del nero · h1 cavallo del bianco | 4 |
| 3 | b8 donna del bianco · c7 cavallo del bianco · f7 pedone del nero · c6 pedone del nero · d6 donna del nero · e5 torre del nero · f5 cavallo del nero · h5 torre del bianco · e4 pedone del nero · f4 re del nero · a3 pedone del nero · c3 alfiere del bianco · d3 pedone del bianco · h3 alfiere del bianco · a2 re del bianco · e2 torre del bianco · g2 pedone del bianco · h2 pedone del bianco · c1 alfiere del nero · h1 cavallo del bianco | b8 donna del bianco · c7 cavallo del bianco · f7 pedone del nero · c6 pedone del nero · d6 donna del nero · e5 torre del nero · f5 cavallo del nero · h5 torre del bianco · e4 pedone del nero · f4 re del nero · a3 pedone del nero · c3 alfiere del bianco · d3 pedone del bianco · h3 alfiere del bianco · a2 re del bianco · e2 torre del bianco · g2 pedone del bianco · h2 pedone del bianco · c1 alfiere del nero · h1 cavallo del bianco | b8 donna del bianco · c7 cavallo del bianco · f7 pedone del nero · c6 pedone del nero · d6 donna del nero · e5 torre del nero · f5 cavallo del nero · h5 torre del bianco · e4 pedone del nero · f4 re del nero · a3 pedone del nero · c3 alfiere del bianco · d3 pedone del bianco · h3 alfiere del bianco · a2 re del bianco · e2 torre del bianco · g2 pedone del bianco · h2 pedone del bianco · c1 alfiere del nero · h1 cavallo del bianco | b8 donna del bianco · c7 cavallo del bianco · f7 pedone del nero · c6 pedone del nero · d6 donna del nero · e5 torre del nero · f5 cavallo del nero · h5 torre del bianco · e4 pedone del nero · f4 re del nero · a3 pedone del nero · c3 alfiere del bianco · d3 pedone del bianco · h3 alfiere del bianco · a2 re del bianco · e2 torre del bianco · g2 pedone del bianco · h2 pedone del bianco · c1 alfiere del nero · h1 cavallo del bianco | b8 donna del bianco · c7 cavallo del bianco · f7 pedone del nero · c6 pedone del nero · d6 donna del nero · e5 torre del nero · f5 cavallo del nero · h5 torre del bianco · e4 pedone del nero · f4 re del nero · a3 pedone del nero · c3 alfiere del bianco · d3 pedone del bianco · h3 alfiere del bianco · a2 re del bianco · e2 torre del bianco · g2 pedone del bianco · h2 pedone del bianco · c1 alfiere del nero · h1 cavallo del bianco | b8 donna del bianco · c7 cavallo del bianco · f7 pedone del nero · c6 pedone del nero · d6 donna del nero · e5 torre del nero · f5 cavallo del nero · h5 torre del bianco · e4 pedone del nero · f4 re del nero · a3 pedone del nero · c3 alfiere del bianco · d3 pedone del bianco · h3 alfiere del bianco · a2 re del bianco · e2 torre del bianco · g2 pedone del bianco · h2 pedone del bianco · c1 alfiere del nero · h1 cavallo del bianco | b8 donna del bianco · c7 cavallo del bianco · f7 pedone del nero · c6 pedone del nero · d6 donna del nero · e5 torre del nero · f5 cavallo del nero · h5 torre del bianco · e4 pedone del nero · f4 re del nero · a3 pedone del nero · c3 alfiere del bianco · d3 pedone del bianco · h3 alfiere del bianco · a2 re del bianco · e2 torre del bianco · g2 pedone del bianco · h2 pedone del bianco · c1 alfiere del nero · h1 cavallo del bianco | b8 donna del bianco · c7 cavallo del bianco · f7 pedone del nero · c6 pedone del nero · d6 donna del nero · e5 torre del nero · f5 cavallo del nero · h5 torre del bianco · e4 pedone del nero · f4 re del nero · a3 pedone del nero · c3 alfiere del bianco · d3 pedone del bianco · h3 alfiere del bianco · a2 re del bianco · e2 torre del bianco · g2 pedone del bianco · h2 pedone del bianco · c1 alfiere del nero · h1 cavallo del bianco | 3 |
| 2 | b8 donna del bianco · c7 cavallo del bianco · f7 pedone del nero · c6 pedone del nero · d6 donna del nero · e5 torre del nero · f5 cavallo del nero · h5 torre del bianco · e4 pedone del nero · f4 re del nero · a3 pedone del nero · c3 alfiere del bianco · d3 pedone del bianco · h3 alfiere del bianco · a2 re del bianco · e2 torre del bianco · g2 pedone del bianco · h2 pedone del bianco · c1 alfiere del nero · h1 cavallo del bianco | b8 donna del bianco · c7 cavallo del bianco · f7 pedone del nero · c6 pedone del nero · d6 donna del nero · e5 torre del nero · f5 cavallo del nero · h5 torre del bianco · e4 pedone del nero · f4 re del nero · a3 pedone del nero · c3 alfiere del bianco · d3 pedone del bianco · h3 alfiere del bianco · a2 re del bianco · e2 torre del bianco · g2 pedone del bianco · h2 pedone del bianco · c1 alfiere del nero · h1 cavallo del bianco | b8 donna del bianco · c7 cavallo del bianco · f7 pedone del nero · c6 pedone del nero · d6 donna del nero · e5 torre del nero · f5 cavallo del nero · h5 torre del bianco · e4 pedone del nero · f4 re del nero · a3 pedone del nero · c3 alfiere del bianco · d3 pedone del bianco · h3 alfiere del bianco · a2 re del bianco · e2 torre del bianco · g2 pedone del bianco · h2 pedone del bianco · c1 alfiere del nero · h1 cavallo del bianco | b8 donna del bianco · c7 cavallo del bianco · f7 pedone del nero · c6 pedone del nero · d6 donna del nero · e5 torre del nero · f5 cavallo del nero · h5 torre del bianco · e4 pedone del nero · f4 re del nero · a3 pedone del nero · c3 alfiere del bianco · d3 pedone del bianco · h3 alfiere del bianco · a2 re del bianco · e2 torre del bianco · g2 pedone del bianco · h2 pedone del bianco · c1 alfiere del nero · h1 cavallo del bianco | b8 donna del bianco · c7 cavallo del bianco · f7 pedone del nero · c6 pedone del nero · d6 donna del nero · e5 torre del nero · f5 cavallo del nero · h5 torre del bianco · e4 pedone del nero · f4 re del nero · a3 pedone del nero · c3 alfiere del bianco · d3 pedone del bianco · h3 alfiere del bianco · a2 re del bianco · e2 torre del bianco · g2 pedone del bianco · h2 pedone del bianco · c1 alfiere del nero · h1 cavallo del bianco | b8 donna del bianco · c7 cavallo del bianco · f7 pedone del nero · c6 pedone del nero · d6 donna del nero · e5 torre del nero · f5 cavallo del nero · h5 torre del bianco · e4 pedone del nero · f4 re del nero · a3 pedone del nero · c3 alfiere del bianco · d3 pedone del bianco · h3 alfiere del bianco · a2 re del bianco · e2 torre del bianco · g2 pedone del bianco · h2 pedone del bianco · c1 alfiere del nero · h1 cavallo del bianco | b8 donna del bianco · c7 cavallo del bianco · f7 pedone del nero · c6 pedone del nero · d6 donna del nero · e5 torre del nero · f5 cavallo del nero · h5 torre del bianco · e4 pedone del nero · f4 re del nero · a3 pedone del nero · c3 alfiere del bianco · d3 pedone del bianco · h3 alfiere del bianco · a2 re del bianco · e2 torre del bianco · g2 pedone del bianco · h2 pedone del bianco · c1 alfiere del nero · h1 cavallo del bianco | b8 donna del bianco · c7 cavallo del bianco · f7 pedone del nero · c6 pedone del nero · d6 donna del nero · e5 torre del nero · f5 cavallo del nero · h5 torre del bianco · e4 pedone del nero · f4 re del nero · a3 pedone del nero · c3 alfiere del bianco · d3 pedone del bianco · h3 alfiere del bianco · a2 re del bianco · e2 torre del bianco · g2 pedone del bianco · h2 pedone del bianco · c1 alfiere del nero · h1 cavallo del bianco | 2 |
| 1 | b8 donna del bianco · c7 cavallo del bianco · f7 pedone del nero · c6 pedone del nero · d6 donna del nero · e5 torre del nero · f5 cavallo del nero · h5 torre del bianco · e4 pedone del nero · f4 re del nero · a3 pedone del nero · c3 alfiere del bianco · d3 pedone del bianco · h3 alfiere del bianco · a2 re del bianco · e2 torre del bianco · g2 pedone del bianco · h2 pedone del bianco · c1 alfiere del nero · h1 cavallo del bianco | b8 donna del bianco · c7 cavallo del bianco · f7 pedone del nero · c6 pedone del nero · d6 donna del nero · e5 torre del nero · f5 cavallo del nero · h5 torre del bianco · e4 pedone del nero · f4 re del nero · a3 pedone del nero · c3 alfiere del bianco · d3 pedone del bianco · h3 alfiere del bianco · a2 re del bianco · e2 torre del bianco · g2 pedone del bianco · h2 pedone del bianco · c1 alfiere del nero · h1 cavallo del bianco | b8 donna del bianco · c7 cavallo del bianco · f7 pedone del nero · c6 pedone del nero · d6 donna del nero · e5 torre del nero · f5 cavallo del nero · h5 torre del bianco · e4 pedone del nero · f4 re del nero · a3 pedone del nero · c3 alfiere del bianco · d3 pedone del bianco · h3 alfiere del bianco · a2 re del bianco · e2 torre del bianco · g2 pedone del bianco · h2 pedone del bianco · c1 alfiere del nero · h1 cavallo del bianco | b8 donna del bianco · c7 cavallo del bianco · f7 pedone del nero · c6 pedone del nero · d6 donna del nero · e5 torre del nero · f5 cavallo del nero · h5 torre del bianco · e4 pedone del nero · f4 re del nero · a3 pedone del nero · c3 alfiere del bianco · d3 pedone del bianco · h3 alfiere del bianco · a2 re del bianco · e2 torre del bianco · g2 pedone del bianco · h2 pedone del bianco · c1 alfiere del nero · h1 cavallo del bianco | b8 donna del bianco · c7 cavallo del bianco · f7 pedone del nero · c6 pedone del nero · d6 donna del nero · e5 torre del nero · f5 cavallo del nero · h5 torre del bianco · e4 pedone del nero · f4 re del nero · a3 pedone del nero · c3 alfiere del bianco · d3 pedone del bianco · h3 alfiere del bianco · a2 re del bianco · e2 torre del bianco · g2 pedone del bianco · h2 pedone del bianco · c1 alfiere del nero · h1 cavallo del bianco | b8 donna del bianco · c7 cavallo del bianco · f7 pedone del nero · c6 pedone del nero · d6 donna del nero · e5 torre del nero · f5 cavallo del nero · h5 torre del bianco · e4 pedone del nero · f4 re del nero · a3 pedone del nero · c3 alfiere del bianco · d3 pedone del bianco · h3 alfiere del bianco · a2 re del bianco · e2 torre del bianco · g2 pedone del bianco · h2 pedone del bianco · c1 alfiere del nero · h1 cavallo del bianco | b8 donna del bianco · c7 cavallo del bianco · f7 pedone del nero · c6 pedone del nero · d6 donna del nero · e5 torre del nero · f5 cavallo del nero · h5 torre del bianco · e4 pedone del nero · f4 re del nero · a3 pedone del nero · c3 alfiere del bianco · d3 pedone del bianco · h3 alfiere del bianco · a2 re del bianco · e2 torre del bianco · g2 pedone del bianco · h2 pedone del bianco · c1 alfiere del nero · h1 cavallo del bianco | b8 donna del bianco · c7 cavallo del bianco · f7 pedone del nero · c6 pedone del nero · d6 donna del nero · e5 torre del nero · f5 cavallo del nero · h5 torre del bianco · e4 pedone del nero · f4 re del nero · a3 pedone del nero · c3 alfiere del bianco · d3 pedone del bianco · h3 alfiere del bianco · a2 re del bianco · e2 torre del bianco · g2 pedone del bianco · h2 pedone del bianco · c1 alfiere del nero · h1 cavallo del bianco | 1 |
|   | a | b | c | d | e | f | g | h |   |

Soluzione:
1. Ae1 !  (minaccia 2. Ag3+ Cxg3 3. hxg3#)
1... De6+ 2. Cxe6+ fxe6 3. Txe4#

1... Dd5+ 2. Cxd5+ cxd5 3. Txf5#

1... Dxd3 2. Txf5+ Txf5 3. Ce6#